# Nanno
Nanno é uma comuna italiana da região do Trentino-Alto Ádige, província de Trento, com cerca de 598 habitantes. Estende-se por uma área de 4 km², tendo uma densidade populacional de 150 hab/km². Faz fronteira com Tassullo, Taio, Tuenno, Terres, Flavon, Denno.